# Гошуты
Гошуты (англ. Goshutes), иногда неверно госиюты, госьюты (Gosiute) — племя индейцев, исторически проживающее в регионе Большого бассейна от Большого Солёного озера до горного массива Стептоу в Неваде, а на юге до Симпсон-Спрингс. Численность племени в настоящее время составляет около 500 человек, проживают в основном в двух индейских резервациях — Гошут и Скалл-Валли.
Язык относится к шошонской группе юто-ацтекских языков. Название происходит от имени вождя Goship или от слова Gutsipupiutsi, означающего «люди пустыни».
До контакта с европейцами гошуты кочевали на зиму в долине Дип-Крик в выкопанных в земле домах с каркасом из ивовых стволов, а весной и летом собирали дикий лук, морковь и картофель, а также охотились в горах на мелкую дичь.